# Trioza ficiola
Trioza ficiola är en insektsart som beskrevs av Jennifer L. Hollis 1984. Trioza ficiola ingår i släktet Trioza och familjen spetsbladloppor.
Artens utbredningsområde är Moçambique. Inga underarter finns listade i Catalogue of Life.